# 干鰯問屋
干鰯問屋（ほしかどいや）とは、江戸時代に干鰯などの魚肥を扱った問屋のこと。
魚肥の使用開始は戦国時代と推定されているが、近世に入り木綿・菜種の栽培に適して即効性の高い干鰯などが急速に普及した。
上方においては、紀伊国を生産の拠点として兵庫や堺に魚肥市場が早くから成立していたものの、本格的なものは寛永元年（1624年）に大坂永代浜に干鰯揚場を創設して以後、問屋が増加して承応2年（1653年）に戎講と呼ばれる団体を形成した。
江戸においては、上方方面から房総半島に移住した漁民によって干鰯が作られて江戸に搬入された。
明和年間に書かれたとされる『関東鰯網来由記』という本には寛永13年（1637年）に銚子から江戸に向けて初めて干鰯が搬出されたと記されている。これについては裏付けは乏しいものの、当時の関東における干鰯の普及の状況についての史料などからして、これ以前に遡る可能性は低いと言われている。
とはいえ、当初の関東における干鰯取引の中心は主産地であった上総・安房に近く、上方にも船便が通じた浦賀であった。寛永19年（1643年）浦賀の干鰯問屋が江戸幕府の公認を受けている。
元禄8年（1695年）に深川に初めて揚場が設けられて以後、享保年間には深川界隈に4ヶ所の揚場を設置するに至った。江戸は浦賀に対抗して新興生産地であった上総北部から下総にかけての九十九里浜沿岸の網元やこれに付随する網付商人と結びついて、元文4年（1739年）に幕府より株仲間としての公認を受けた。
江戸の干鰯問屋の発展は目覚しく、特に宝暦年間の鰯の異常不漁に由来する不況下を乗り切って、没落の危機を迎えた生産地や他都市の問屋を横目に目覚しい発展を遂げた。生産地間の争いにおける上総・安房の没落によって浦賀を圧倒し、続いて仲間同士の内紛と需要の余りの高まりによる西国における干鰯流通網が崩壊したことによって中継地点の地位を失った大坂をも圧倒して日本全国に市場を広げた。
更に当初は生産者である網元に従属を余儀なくされていた生産地との関係も豊富な資金力による中小生産者の前貸金・仕込金を通じた支配により、逆に房総や紀伊の網元・網付商人達を圧迫して問屋制支配を確立した。やがて三陸地方や蝦夷地の生産地をも掌握して、「松前物」と呼ばれるニシン原料の魚肥の販売にも力を注ぎ、幕末には干鰯以上のシェアを占めるようになった。
これに対して生産地の網元や在地商人、他都市の問屋、領主権力なども天保の改革による株仲間廃止などを利用して江戸の干鰯問屋を攻撃して巻き返しを図っている。
こうした干鰯問屋は明治以後に近代的な肥料会社への転換まで続くことになった。